# Aristídis Dósios

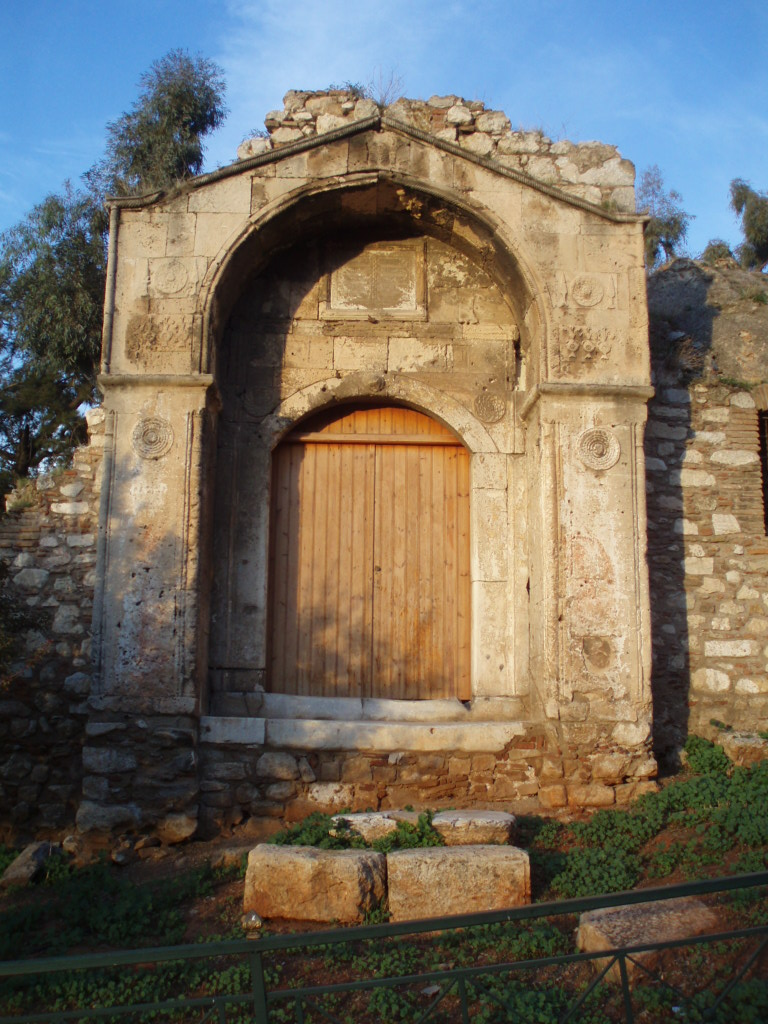
Porte de l'ancienne prison de la Médressé d'Athènes, où Aristídis Dósios a purgé sa peine.

Aristídis Dósios (grec moderne : Αριστείδης Δόσιος, 1844–1881), est un auteur, économiste et banquier grec surtout connu pour sa tentative d'assassinat de la reine Amélie de Grèce en 1861.

## Biographie
Fils de l'homme politique Konstantínos Dósios (en) et frère du chimiste Léandros Dósios (de), il est issu d'une famille originaire de Vlásti, en Éordée.
Dès ses quinze ans, il fait partie d'un mouvement anti-monarchique au sein de la jeunesse dorée d'Athènes, et écrit régulièrement en 1859-1861 dans le journal Το Μέλλον της Πατρίδος (L'avenir de la patrie). À l'âge de 17 ans, il tente avec un pistolet d'assassiner la reine Amélie lors d'une promenade, le 6 septembre 1861,. Condamné à mort le 10 janvier 1862, sa peine est commuée en réclusion à perpétuité à la suite de l'intervention de la reine Amélie. Cependant, il ne reste finalement qu'un an en prison à la Médressé d'Athènes, étant libéré lors du renversement sans effusion de sang du roi Othon le 10 octobre 1862,.
Après sa libération, il passe de nombreuses années en Europe, notamment en Prusse et en Belgique, où il étudie les sciences politiques et l'économie. À son retour en Grèce, il travaille pour la banque maritime L'Archange (ο Αρχάγγελος), fondée en 1870.
Il est mort à Athènes en avril 1881 dans un hôpital psychiatrique.